# Pátý element
Pátý element (anglicky The Fifth Element, francouzsky Le Cinquième Élément) je kultovní koprodukční film Velké Británie a Francie, který v roce 1997 natočil francouzský režisér Luc Besson. Hlavní role hráli Bruce Willis (Korben Dallas), Milla Jovovich (Leeloo Minaï Lekatariba Lamina-Tchaï Ekbat De Sebat), Gary Oldman (Jean-Baptiste Emmanuel Zorg), Ian Holm (otec Vito Cornelius) a Chris Tucker (Ruby Rhod).
Výprava filmu pochází z dílny francouzských autorů komiksů Jeana Girauda a Jeana-Claudea Mézièra. Je typickou ukázkou silného vlivu francouzské komiksové dějové linie a estetického pojetí. Kostýmy byly navrženy francouzským módním návrhářem Jeanem-Paulem Gaultierem, který jich pro film musel vyrobit 954.
Přestože byl scénář napsán a odehrán v angličtině a přestože se děj odehrává v New Yorku budoucnosti, je film koprodukčním dílem Francie a Velké Británie. Nejvíce záběrů bylo pořízeno v Pinewood Studios v Anglii, další byly natočeny v Mauretánii. Koncertní scény byly nafilmovány v královské opeře. Filmový formát je Super 35 mm a ve filmu bylo použito mnoho vizuálních efektů. Celkové tržby přesáhly 260 milionů amerických dolarů.
Podle filmu byla v roce 1998 vytvořena ne příliš úspěšná videohra pro herní konzole PlayStation a pro PC.

## Inspirace
Některé části příběhu Pátého elementu jsou reminiscencí na segment Harry Canyon z animovaného filmu Heavy Metal natočeného v roce 1981. Oba prvky odkazují na taxikáře v New Yorku budoucnosti, který se náhodně setkal s překrásnou ženou, jež stála v centru konfliktu dobra se zlem.
Film dále sdílí jisté prvky s francouzskou space operou Valérian, z níž přebírá futuristicky pojaté město se svalnatým protagonistou ochraňujícím zranitelnou ženu. Ta se jmenuje Laureline a má umělé, červené vlasy, zatímco Leeloo má oranžové.
Některé scény z New Yorku připomínají film Metropolis (Fritz Lang), zatímco hláška „Děkujeme vám za spolupráci“ a vzhled policistů evokuje film Robocop (Paul Verhoeven). Snímek je také někdy přirovnáván k filmu Blade Runner, zřejmě kvůli některým detailům (například velké vznášející se reklamy, Megalopolis, roboti).

## Děj
V roce 1914 v předvečer první světové války přilétají mimozemšťané známí jako Mondošavané k starobylému egyptskému chrámu, aby odsud odvezli kameny 4 živlů (oheň, voda, vítr, země) do bezpečí. Tyto kameny jsou součástí zbraně, která jako jediná dokáže porazit pradávné Zlo objevující se každých 5 000 let. Berou také sarkofág, jenž obsahuje nezbytný „pátý element“ v lidské podobě. Mondošavané slíbí jejich lidské spojce (kněz), že se s nimi v potřebný čas vrátí. Klíč od chrámu se díky nehodě dostane do ruky knězi, který je instruován, aby jej uchoval (společně se znalostmi) pro další generace, dokud se Mondošavané nevrátí.
Zlo se objeví ve 23. století ve formě obrovské ohnivé koule ve vesmíru, na kterou neúčinkuje žádná pozemská zbraň. Současný držitel klíče od chrámu Vito Cornelius informuje prezidenta o povaze zla. Když se Mondošavané vrací na Zemi, jsou napadeni Mangalořany, mimozemskou bojovnou rasou. Ty si najal magnát Jean-Baptiste Emanuel Zorg, aby získali kameny, které by on předal Zlu. Loď Mondošavanů je zničena, Pozemšťané však dokáží z pozůstatku končetiny pátého elementu naklonovat humanoidní ženu Leeloo. Ta je po svém vzkříšení v šoku a uprchne. Z mrakodrapu vyskočí před dotírající ochrankou do taxíku Korbena Dallase, bývalého člena speciálních jednotek. Korben ji navzdory svým potížím pomůže a unikne s ní policejním vozům (vznášedlům).
Leeloo zatím nemluví anglicky, ale vysloví jméno otce Cornelia. Dallas ji k němu přivede. U něho se Leeloo (s pomocí počítače a díky svým výjimečným schopnostem) začne velice rychle učit, vstřebává informace ze všech oblastí celého lidstva. Otec Cornelius se svým pomocníkem Davidem mezitím seznají, že 4 kameny živlů má v držení operní zpěvačka Diva Plavalaguna, která má vystoupení na planetě Fhloston na obrovském vzdušném parníku Fhloston Paradise. Ačkoliv Zorg nechal zlikvidovat několik Mangalořanů, jejich vůdce rozhodne, že se kamenů zmocní pro sebe. Mimo nich se na Fhloston Paradise chystá i Zorgův člověk. Dallas je najat svým bývalým velitelem, generálem Mundem, aby kameny dopravil na Zemi. Zajistí mu falešnou identitu jako vítěze soutěže v rádiu. Dallas letí s Leeloo, na palubu kosmické lodi se dostane s menšími problémy i otec Cornelius.
Diva je zabita při útoku Mangalořanů na parník. Ještě než zemře, prozradí Korbenovi, že kameny ukrývá ve svém těle. Dallas je vytáhne a nyní musí čelit střelbě Mangalořanů. Leeloo je rovněž napadena Mangalořany. Ubrání se sice, ale je zraněná a vysílená, zůstává bezvládně ležet v mezipalubí parníku. Zorg mezitím osobně přiletěl na Fhloston Paradise, kde sebere kufřík a nechá zde časovanou nálož. Kufřík ale kameny neobsahuje, proto se musí vrátit zpět na parník. Dallas zatím zlikvidoval Mangalořany a našel Leeloo. Společně s otcem Corneliem, Leeloo a Ruby Rhodem (moderátorem populární stanice) odlétá při evakuaci Fhloston Paradise, zatímco Zorg je zabit při explozi. Během cesty zpět na Zemi Leeloo pokračuje ve svém studiu a zjistí, že prakticky celá historie lidstva byla plná válek a násilí.
Čtveřice se vrací do egyptského chrámu, kde aktivuje kameny čtyř základních živlů. Leeloo je však apatická a po všem, co viděla a prožila, nemá motivaci zachraňovat svět. Korben jí vysvětluje, že na světě je i mnoho dobrých a krásných věcí, které stojí za to zachránit, a že on sám ji potřebuje. Nakonec jí vyzná lásku a políbí ji. Teprve pak se síly všech živlů navzájem spojí a vyjde najevo, že Pátým elementem je ve skutečnosti láska. Pradávná zbraň se aktivuje a vystřelí mohutný paprsek "božského" světla, které zničí účinky ohnivé koule Zla, řítící se k Zemi. Z vyhaslé koule se stane nový měsíc Země. Vědečtí poradci ujišťují prezidenta, že Zlo je zničeno. Korben s Leeloo jsou společně umístěni do regenerační nádrže. Prezident přichází a chce je spatřit, ale to mu není doporučeno. Dallas s Leeloo se totiž v nádrži věnují projevům své lásky.

## Obsazení
| Bruce Willis         | Korben Dallas, taxikář a bývalý elitní voják                |
| Milla Jovovich       | Leeloo (Leeloominaï Lekatariba Lamina-Tchaï Ekbat De Sebat) |
| Gary Oldman          | Jean-Baptiste Emanuel Zorg                                  |
| Ian Holm             | kněz Vito Cornelius                                         |
| Chris Tucker         | Ruby Rhod, moderátor                                        |
| Charlie Creed-Miles  | David                                                       |
| Brion James          | generál Munro                                               |
| Clifton Lloyd Bryan  | Aknot                                                       |
| Tom Lister           | prezident Lindberg                                          |
| Christopher Fairbank | Professor Mactilburgh                                       |
| Lee Evans            | Fog                                                         |
| John Bluthal         | profesor Massimo Pacoli                                     |
| Luke Perry           | Billy Masterson                                             |
| John Bennett         | kněz                                                        |
| Kim Chan             | pan Kim                                                     |
| John Neville         | generál Staedert                                            |
| Al Matthews          | generál Tudor                                               |
| Maïwenn Le Besco     | Diva Plavalaguna                                            |
| Lenny McLean         | policejní šéf                                               |
| Indra Ove            | VIP stevardka                                               |
| Nicole Merry         | VIP stevardka                                               |
| Stacey McKenzie      | VIP stevardka                                               |
| Sybil Buck           | Zorgova sekretářka                                          |
| Mathieu Kassovitz    | Mugger                                                      |
| Marie Guillard       | prodavačka v bufetu                                         |
| Renee Montemayor     | prodavačka v bufetu                                         |
| Stina Richardson     | prodavačka v bufetu                                         |

## Soundtrack
Převážná většina skladeb ve filmu, které složil Eric Serra, je ovlivněna hudbou středního východu, konkrétně stylem Raï. Významným dílem tak například přispěl alžírský zpěvák Khaled se svou písní Alech Taadi, která mimo jiné zazněla ve scéně, kdy Korben Dallas a Leeloo unikají taxíkem pronásledujícím policistům do nejnižších pater metropole.
V další výrazné scéně, zpěvu Divy Plavalaguny, byl použit part Gaetana Donizettiho Lucia di Lammermoor, přesněji druhé jednání č. 14 Scena ed aria „O giusto cielo!“. Diva Plavalaguna je operní zpěvačka, vlastnící čtyři elementy, které chce předat hlavnímu hrdinovi filmu, taxikáři Korbenu Dallasovi. Je to mimozemšťan ženského pohlaví se zvláštním modravým vzhledem. Hlas herečce Maïwenn Le Besco propůjčila Inva Mula-Tchako.

## Ocenění
Film byl uveden jako zahajovací snímek filmového festivalu v Cannes v roce 1997. O rok později byl nominován na Cenu filmové akademie (Oscar) v kategoriích nejlepší efekty a zvukový střih. Vyhrál cenu BAFTA za nejlepší vizuální efekty. Dále byl nominován na sedm Césarů, z nichž vyhrál tři: za nejlepší režii, nejlepší kameru a nejlepší výpravu.